# Erechtia abbreviatus
Erechtia abbreviatus är en insektsart som beskrevs av Fabricius. Erechtia abbreviatus ingår i släktet Erechtia och familjen hornstritar. Inga underarter finns listade i Catalogue of Life.